# Düngemittelverordnung
Die deutsche Düngemittelverordnung regelt die Zulassung und Kennzeichnung von Düngemitteln. Die Typenliste als wesentlicher Bestandteil der Düngemittelverordnung gliedert sich in folgende Abschnitte:
- Mineralische Einnährstoffdünger:
  - Stickstoffdünger,
  - Phosphatdünger,
  - Kalidünger,
  - Kalkdünger und Magnesiumdünger,
  - Calcium-, Magnesium- und Schwefeldünger.
- Mineralische Mehrnährstoffdünger:
  - NPK-Dünger,
  - NP-Dünger,
  - NK-Dünger,
  - PK-Dünger.
- Organische und organisch-mineralische Düngemittel:
  - Ohne Verwendung von Sekundärrohstoffen,
  - unter Verwendung von Sekundärrohstoffen.
- Düngemittel mit Spurennährstoffen